# Ostafrikasaurus

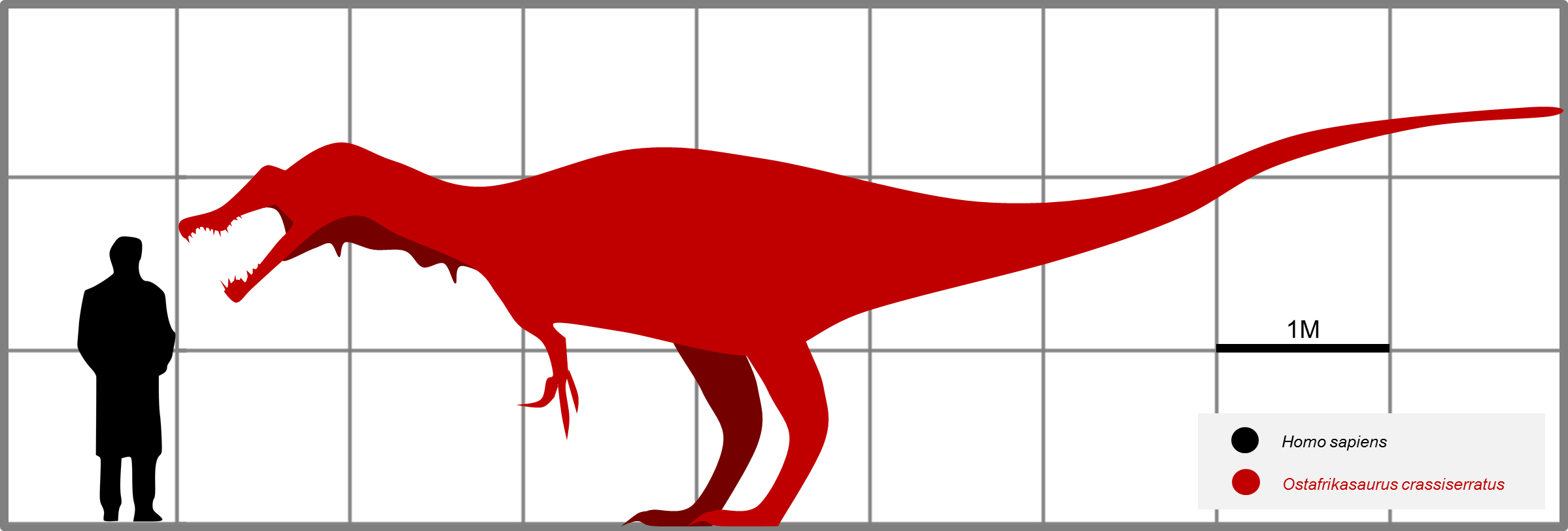
Comparação de tamanho de um Ostafrikasaurus com um humano

Ostafrikasaurus é um gênero de dinossauro carnívoro terópode da família Spinosauridae. A espécie-tipo é denominada Ostafrikasaurus crassiserratus. Seus restos fósseis foram encontrados ao redor de Tendaguru, no sudeste da Tanzânia, e datam do Jurássico Superior.